# Sinclairia gentryi
Sinclairia gentryi là một loài thực vật có hoa trong họ Cúc. Loài này được (H.Rob.) B.L.Turner miêu tả khoa học đầu tiên năm 1989.